# Site archéologique d'Almallutx
Le site archéologique d'Almallutx est situé dans la commune d'Escorca, sur l'île de Majorque, dans l'archipel des Baléares, en Espagne. Il comprend quatre édifices datés de la période talayotique.

## Historique
Le site d'Almallutx a été fouillé par Manuel Fernández-Miranda, Bartomeu Ensenyat et Catalina Ensenyat entre 1969 et 1970. Les édifices ont été restaurés.
Le site a été déclaré bien d'intérêt culturel en 1966 sous la référence d'enregistrement RI-51-0002017.

## Description
Le site d'Almallutx est situé sur la rive orientale du barrage de Gorg Blau, à 610 m d'altitude. Une partie du site est recouverte par les eaux en fonction des variations saisonnières du niveau du barrage.

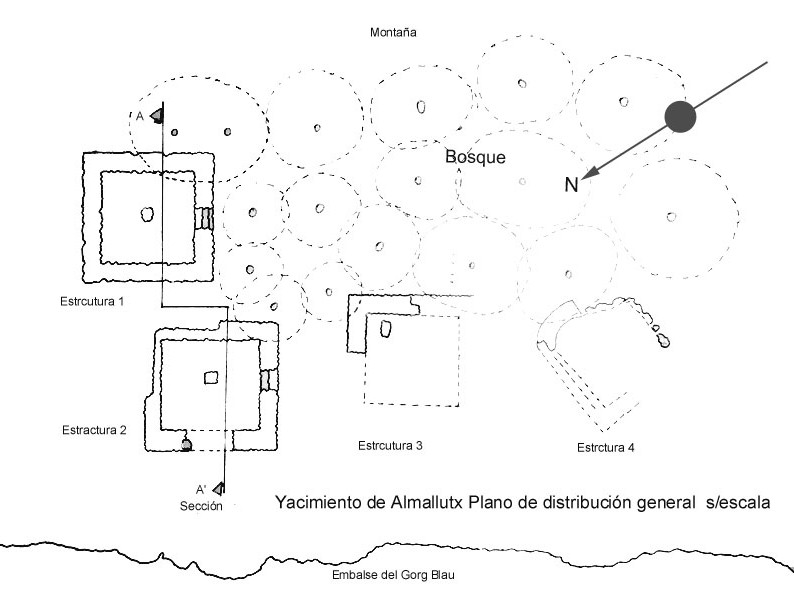
Plan du site.

La structure n°1 est située au nord-ouest du site. Elle correspond à une enceinte de 9,60 m de long sur 9,40 m de large aux angles arrondis. Les assises des murs sont constituées de grosses pierres. Elle comporte au centre une colonne trilithique de 4 m de hauteur. La structure n°2 est très semblable à la structure n°1. Elle mesure 9,65 m de long sur 8,65 m de large et possède en son centre un pilier polylithique d'environ 3,50 m de haut.
La structure n°3 est très mal conservée. Il n'en demeure que deux angles de murs sur une hauteur de 0,60 m. Selon J. Aramburu-Zabala, l'édifice devait être de forme pratiquement quadrangulaire (6,50 m par 6,35 m). La base d'une colonne a été conservée. La structure n°4 est presque complètement détruite. Il n'en demeure que des ruines sur environ 0,50 m de hauteur.

## Découvertes archéologiques
Deux sépultures humaines, dont celle d'un homme jeune, et une mandibule d'enfant ont été découvertes. Un projectile sphérique était disposé près du crâne de chacun des squelettes.
Le reste du matériel archéologique découvert correspond à des récipients tronconiques qui contenaient des restes d'animaux découpés (ovins 67,5%, caprins 14,2%, porcins 17,1%, bovidés 2,5% dans le sanctuaire n°1) et à un creuset (sanctuaire n°1).
Selon J. Aramburu-Zabala et V. Guerrero, le site correspond à un sanctuaire où l'on pratiquait des rites cérémoniels intégrant des sacrifices d'animaux, et quelques enterrements y furent effectués.